# Młodzieżowe mistrzostwa Polski par klubowych na żużlu
Młodzieżowe mistrzostwa Polski par klubowych na żużlu – zawody żużlowe rozgrywane corocznie od 1983 roku (po raz pierwszy rozegrane w roku 1980, w latach 1981–1982 nie odbyły się), organizowane pod patronatem GKSŻ w celu wyłonienia najlepszej pary młodzieżowców (do 21. roku życia) w Polsce.
Pierwsze zawody o młodzieżowe mistrzostwo par zorganizowano w 1980 roku, brali w nich udział zawodnicy, którzy nie ukończyli 23. roku życia. Regularne rozgrywki rozpoczęto w 1983, ograniczając limit wieku żużlowców do 21 lat (obowiązuje on nadal).
W latach 1980, 1983–1986 i od 1992 roku finały MMPPK rozgrywane są według tabeli 21-biegowej z udziałem siedmiu par. W latach 1987–1988 w zawodach startowało po 9 par, a w poszczególnych biegach po sześciu zawodników. Wyścigi punktowano 5-4-3-2-1-0. Zrezygnowano jednak z rozgrywania mistrzostw takim systemem ze względu na dużą liczbę wypadków na torach. W latach 1989–1991 startowało 6 par w biegach według tabeli 15-biegowej.
Obecnie finalistów wyłania się w trzech grupowych turniejach eliminacyjnych. Zespoły wyłaniane są w trzech grupowych turniejach eliminacyjnych, z których awansują po dwie pary. Siódmy zespół uzupełniający obsadę finału to para gospodarzy zawodów.

## Medaliści
| Rok                                           | Miejsce             | Złoto                                                                           | Srebro                                                                           | Brąz                                                                                | Źr.   |
| --------------------------------------------- | ------------------- | ------------------------------------------------------------------------------- | -------------------------------------------------------------------------------- | ----------------------------------------------------------------------------------- | ----- |
| 1980                                          | Bydgoszcz           | Polonia Bydgoszcz Krzysztof Głowacki Zbigniew Bizoń                             | Apator Toruń Wojciech Żabiałowicz Krzysztof Kwiatkowski                          | KS ROW Rybnik Bronisław Klimowicz Antoni Skupień                                    |       |
| W latach 1981–1982 mistrzostw nie rozgrywano. |                     |                                                                                 |                                                                                  |                                                                                     |       |
| 1983                                          | Tarnów              | KS ROW Rybnik Piotr Liszka Piotr Steuer Mirosław Korbel                         | GKS Wybrzeże Gdańsk Dariusz Stenka Piotr Żyto                                    | Unia Tarnów Arkadiusz Tanaś Janusz Trytko Jerzy Stós                                |       |
| 1984                                          | Rybnik              | KS Kolejarz Opole Wojciech Załuski Roland Wieczorek Mieczysław Drozd            | KS ROW Rybnik Mirosław Korbel Adam Pawliczek Eugeniusz Skupień                   | Stal Gorzów Wielkopolski Krzysztof Grzelak Ryszard Franczyszyn Mirosław Daniszewski |       |
| 1985                                          | Bydgoszcz           | Stal Gorzów Wielkopolski Ryszard Franczyszyn Mirosław Daniszewski Cezary Owiżyc | Polonia Bydgoszcz Ryszard Dołomisiewicz Piotr Glücklich Krzysztof Ziarnik        | Falubaz Zielona Góra Zbigniew Błażejczak Sławomir Dudek Ryszard Jasinowski          |       |
| 1986                                          | Ostrów Wielkopolski | Stal Gorzów Wielkopolski Piotr Świst Cezary Owiżyc Jarosław Gała                | Polonia Bydgoszcz Ryszard Dołomisiewicz Krzysztof Ziarnik Andrzej Pietrzak       | Unia Leszno Zbigniew Krakowski Dariusz Baliński Robert Otmar                        |       |
| 1987                                          | Leszno              | Stal Gorzów Wielkopolski Piotr Świst Cezary Owiżyc Piotr Paluch                 | Polonia Bydgoszcz Ryszard Dołomisiewicz Piotr Glücklich Waldemar Cisoń           | SKS Start Gniezno Jacek Gomólski Krzysztof Wankowski Tomasz Fajfer                  |       |
| 1988                                          | Rzeszów             | Falubaz Zielona Góra Zbigniew Błażejczak Sławomir Dudek Dariusz Michalak        | Stal Gorzów Wielkopolski Piotr Świst Marek Hućko Piotr Paluch                    | Polonia Bydgoszcz Waldemar Cieślewicz Jacek Gomólski Jacek Woźniak                  |       |
| 1989                                          | Gdańsk              | GKS Wybrzeże Gdańsk Jarosław Olszewski Tomasz Gollob Jarosław Kalinowski        | Stal Gorzów Wielkopolski Piotr Świst Marek Hućko Andrzej Rzepka                  | Falubaz Zielona Góra Sławomir Dudek Jarosław Szymkowiak Jan Połubiński              |       |
| 1990                                          | Toruń               | Apator Toruń Krzysztof Kuczwalski Robert Sawina Mirosław Kowalik                | SKS Start Gniezno Tomasz Fajfer Szczepan Kulczak Artur Walkowiak                 | KS ROW Rybnik Dariusz Fliegert Krzysztof Fliegert Eugeniusz Tudzież                 |       |
| 1991                                          | Gorzów Wielkopolski | Apator Toruń Robert Sawina Sławomir Derdziński Waldemar Walczak                 | Unia Tarnów Jacek Rempała Robert Kużdżał Piotr Leśniowski                        | Morawski Zielona Góra Andrzej Zarzecki Artur Pawlak Tomasz Kruk                     |       |
| 1992                                          | Toruń               | Apator Toruń Robert Sawina Tomasz Bajerski Sławomir Derdziński                  | Unia Tarnów Robert Kużdżał Jacek Rempała Mirosław Cierniak                       | Morawski Zielona Góra Andrzej Zarzecki Artur Pawlak Piotr Protasiewicz              |       |
| 1993                                          | Rybnik              | Apator Toruń Tomasz Bajerski Tomasz Świątkiewicz Waldemar Walczak               | ZKS Stal Rzeszów Piotr Winiarz Rafał Wilk Sławomir Sitek                         | KS ROW Rybnik Krzysztof Fliegert Eugeniusz Tudzież Marek Fojcik                     |       |
| 1994                                          | Krosno              | Unia Tarnów Grzegorz Rempała Mirosław Cierniak Grzegorz Mróz                    | Stal Gorzów Wielkopolski Robert Flis Piotr Rembas Mariusz Staszewski             | Apator Toruń Tomasz Bajerski Waldemar Walczak Wiesław Jaguś                         |       |
| 1995                                          | Piła                | TS Polonia Piła Waldemar Walczak Rafał Dobrucki Rafał Kowalski                  | Włókniarz Częstochowa Rafał Osumek Sebastian Ułamek Piotr Ułamek                 | Apator Toruń Tomasz Bajerski Wiesław Jaguś Robert Kościecha                         |       |
| 1996                                          | Leszno              | Unia Leszno Damian Baliński Robert Mikołajczak Adam Skórnicki                   | TS Polonia Piła Rafał Dobrucki Waldemar Walczak Rafał Kowalski                   | Włókniarz Częstochowa Rafał Osumek Sebastian Ułamek Artur Pietrzyk                  |       |
| 1997                                          | Rzeszów             | Unia Leszno Adam Skórnicki Damian Baliński Andrzej Szymański                    | TS Polonia Piła Rafał Dobrucki Rafał Kowalski Rafał Okoniewski                   | ZKS Stal Rzeszów Rafał Trojanowski Piotr Winiarz Maciej Pietraszek                  |       |
| 1998                                          | Piła                | TS Polonia Piła Krzysztof Pecyna Rafał Okoniewski Mariusz Franków               | SKS Start Gniezno Krzysztof Jabłoński Paweł Duszyński Mariusz Lisiak             | WTS Wrocław Mariusz Węgrzyk Rafał Haj Bartosz Stanek                                |       |
| 1999                                          | Ostrów Wielkopolski | TŻ Iskra Ostrów Wielkopolski Tomasz Jędrzejak Karol Malecha Michał Szczepaniak  | Pergo Gorzów Wielkopolski Rafał Okoniewski Krzysztof Cegielski Tomasz Cieślewicz | SKS Start Gniezno Mariusz Lisiak Bartłomiej Bardecki Dawid Cieślewicz               |       |
| 2000                                          | Piła                | TS Polonia Piła Jarosław Hampel Tomasz Gapiński Mirosław Giżycki                | GKS Wybrzeże Gdańsk Paweł Duszyński Krzysztof Cegielski Paweł Stormowski         | Apator Toruń Tomasz Chrzanowski Łukasz Pawlikowski Przemysław Kłos                  |       |
| 2001                                          | Rybnik              | ZKŻ Zielona Góra Rafał Kurmański Dawid Kujawa Sebastian Smoter                  | WTS Wrocław Andrzej Zieja Krzysztof Słaboń Artur Bogińczuk                       | Polonia Bydgoszcz Michał Robacki Łukasz Stanisławski Robert Umiński                 |       |
| 2002                                          | Piła                | TS Polonia Piła Jarosław Hampel Robert Miśkowiak Michał Szczepaniak             | RKM Rybnik Roman Chromik Rafał Szombierski Łukasz Szmid                          | ZKŻ Zielona Góra Rafał Kurmański Dawid Kujawa Sebastian Smoter                      |       |
| 2003                                          | Piła                | RKM Rybnik Rafał Szombierski Łukasz Romanek Konrad Ryszka                       | Włókniarz Częstochowa Adam Pietraszko Zbigniew Czerwiński Jordan Jurczyński      | TS Polonia Piła Michał Szczepaniak Robert Miśkowiak Krystian Klecha                 |       |
| 2004                                          | Częstochowa         | Unia Tarnów Marcin Rempała Janusz Kołodziej Paweł Baran                         | Unia Leszno Krzysztof Kasprzak Robert Kasprzak Mateusz Jurga                     | Apator Toruń Karol Ząbik Adrian Miedziński Arkadiusz Kalwasiński                    |       |
| 2005                                          | Gorzów Wielkopolski | Unia Leszno Krzysztof Kasprzak Norbert Kościuch Robert Kasprzak                 | Unia Tarnów Janusz Kołodziej Marcin Rempała Grzegorz Dzik                        | Stal Gorzów Wielkopolski Paweł Hlib Michał Rajkowski Kamil Brzozowski               |       |
| 2006                                          | Tarnów              | ZKS Stal Rzeszów Dawid Stachyra Paweł Miesiąc Marcin Leś                        | Polonia Bydgoszcz Krzysztof Buczkowski Marcin Jędrzejewski                       | WTS Wrocław Filip Šitera Nicolai Klindt                                             |       |
| 2007                                          | Leszno              | Unibax Toruń Karol Ząbik Alan Marcinkowski Damian Stachowiak                    | Stal Gorzów Wielkopolski Paweł Hlib Kamil Brzozowski Adrian Szewczykowski        | RKM Rybnik Michał Mitko Wojciech Druchniak Patryk Pawlaszczyk                       |       |
| 2008                                          | Gorzów Wielkopolski | RKM Rybnik Rafał Fleger Michał Mitko Patryk Pawlaszczyk                         | KM Ostrów Adrian Gomólski Marcin Liberski Emil Idziorek                          | Speedway Stal Rzeszów Dawid Lampart Mateusz Szostek Martin Vaculík                  |       |
| 2009                                          | Rybnik              | Unia Leszno Przemysław Pawlicki Sławomir Musielak Mateusz Łukaszewski           | ZKŻ Zielona Góra Grzegorz Zengota Patryk Dudek Janusz Baniak                     | UKS Żaki Taczanów Bartosz Szymura Maciej Piaszczyński Maciej Janowski               |       |
| 2010                                          | Gorzów Wielkopolski | Stal Gorzów Wielkopolski Łukasz Cyran Adrian Szewczykowski Paweł Zmarzlik       | Unibax Toruń Emil Pulczyński Kamil Pulczyński Bartosz Pietrykowski               | RKM Rybnik Kamil Fleger Rafał Fleger Sławomir Pyszny                                |       |
| 2011                                          | Gdańsk              | WTS Warszawa Przemysław Pawlicki Piotr Pawlicki Patryk Braun                    | ZKŻ Zielona Góra Patryk Dudek Adam Strzelec Kacper Rogowski                      | Unia Leszno Kamil Adamczewski Tobiasz Musielak Marcin Nowak                         |       |
| 2012                                          | Gniezno             | Unia Tarnów Maciej Janowski Kacper Gomólski Jakub Jamróg                        | Polonia Bydgoszcz Mikołaj Curyło Szymon Woźniak Bartosz Bietracki                | WTS Warszawa Łukasz Sówka Łukasz Przedpełski Adrian Gała                            |       |
| 2013                                          | Gdańsk              | Włókniarz Częstochowa Artur Czaja Rafał Malczewski Hubert Łęgowik               | Unibax Toruń Paweł Przedpełski Kamil Pulczyński Emil Pulczyński                  | GKS Wybrzeże Gdańsk SA Krystian Pieszczek Marcel Szymko Dominik Kossakowski         |       |
| 2014                                          | Tarnów              | Unia Leszno Piotr Pawlicki Tobiasz Musielak Bartosz Smektała                    | Unia Tarnów Kacper Gomólski Ernest Koza Mateusz Borowicz                         | Unibax Toruń Paweł Przedpełski Oskar Fajfer Dawid Krzyżanowski                      |       |
| 2015                                          | Gorzów Wielkopolski | Stal Gorzów Wielkopolski Bartosz Zmarzlik Adrian Cyfer Rafał Karczmarz          | Unia Leszno Dominik Kubera Daniel Kaczmarek Bartosz Smektała                     | ZKŻ Zielona Góra Krystian Pieszczek Alex Zgardziński Mateusz Burzyński              |       |
| 2016                                          | Rybnik              | Unia Leszno Bartosz Smektała Dominik Kubera Daniel Kaczmarek                    | ROW Rybnik SA Kacper Woryna Robert Chmiel Kamil Wieczorek                        | Włókniarz Częstochowa Oskar Polis Hubert Łęgowik Michał Gruchalski                  |       |
| 2017                                          | Rybnik              | Unia Leszno Bartosz Smektała Dominik Kubera Szymon Szlauderbach                 | ROW Rybnik SA Robert Chmiel Lars Skupień Kacper Woryna                           | KS Toruń Igor Kopeć-Sobczyński Daniel Kaczmarek Marcin Kościelski                   |       |
| 2018                                          | Gorzów Wielkopolski | Unia Leszno Bartosz Smektała Dominik Kubera Szymon Szlauderbach                 | Stal Gorzów Wielkopolski Rafał Karczmarz Hubert Czerniawski Mateusz Bartkowiak   | WTS Wrocław Patryk Wojdyło Przemysław Liszka                                        |       |
| 2019                                          | Gorzów Wielkopolski | ZKŻ Zielona Góra Damian Pawliczak Norbert Krakowiak Mateusz Tonder              | Speedway Lublin Wiktor Lampart Wiktor Trofimow Maciej Kuromonow                  | Włókniarz Częstochowa Jakub Miśkowiak Michał Gruchalski Bartłomiej Kowalski         |       |
| 2020                                          | Rybnik              | ZKŻ Zielona Góra Norbert Krakowiak Mateusz Tonder Damian Pawliczak              | Włókniarz Częstochowa Jakub Miśkowiak Mateusz Świdnicki Bartłomiej Kowalski      | Stal Gorzów Wielkopolski Wiktor Jasiński Kamil Nowacki Kamil Pytlewski              | [ 1 ] |
| 2021                                          | Częstochowa         | Speedway Lublin Wiktor Lampart Mateusz Cierniak Jan Młynarski                   | Włókniarz Częstochowa Jakub Miśkowiak Mateusz Świdnicki Franciszek Karczewski    | Unia Tarnów Dawid Rempała Przemysław Konieczny Piotr Świercz                        |       |
| 2022                                          | Lublin              | Speedway Lublin Mateusz Cierniak Wiktor Lampart Jan Rachubik                    | Włókniarz Częstochowa Jakub Miśkowiak Mateusz Świdnicki Franciszek Karczewski    | TŻ Ostrovia Jakub Krawczyk Sebastian Szostak Jakub Poczta                           |       |
| 2023                                          | Częstochowa         | Speedway Lublin Bartosz Bańbor Mateusz Cierniak Bartosz Jaworski                | Stal Gorzów Wielkopolski Oskar Paluch Oskar Hurysz Mateusz Bartkowiak            | TŻ Ostrovia Sebastian Szostak Jakub Krawczyk Jakub Poczta                           |       |
| 2024                                          | Grudziądz           | Speedway Lublin Wiktor Przyjemski Bartosz Bańbor Bartosz Jaworski               | ZKŻ Zielona Góra Krzysztof Sadurski Oskar Hurysz                                 | GKM Grudziądz SA Kevin Małkiewicz Kacper Łobodziński Jan Przanowski                 |       |
| 2025                                          | Lublin              | Unia Leszno Antoni Mencel Kacper Mania                                          | Speedway Lublin Wiktor Przyjemski Bartosz Bańbor Bartosz Jaworski                | TŻ Ostrovia Paweł Sitek Filip Seniuk Nikodem Łuczak                                 |       |

## Klasyfikacja medalowa

### Według klubów
Stan po sezonie 2025
| Lp. | Klub                         | Złoto | Srebro | Brąz | Razem |
| --- | ---------------------------- | ----- | ------ | ---- | ----- |
| 1.  | Unia Leszno                  | 9     | 2      | 2    | 13    |
| 2.  | Stal Gorzów Wielkopolski     | 5     | 7      | 3    | 15    |
| 3.  | KS Toruń                     | 5     | 3      | 6    | 14    |
| 4.  | ZKŻ Zielona Góra             | 4     | 3      | 6    | 13    |
| 5.  | TS Polonia Piła              | 4     | 2      | 1    | 7     |
| 6.  | Speedway Lublin              | 4     | 2      | –    | 6     |
| 7.  | Unia Tarnów                  | 3     | 4      | 2    | 9     |
| 8.  | RKM Rybnik                   | 2     | 1      | 2    | 5     |
| 9.  | Włókniarz Częstochowa        | 1     | 5      | 3    | 9     |
| 10. | Polonia Bydgoszcz            | 1     | 5      | 2    | 8     |
| 11. | GKS Wybrzeże Gdańsk          | 1     | 2      | –    | 3     |
| 12. | KS ROW Rybnik                | 1     | 1      | 3    | 5     |
| 13. | Speedway Stal Rzeszów        | 1     | 1      | 2    | 4     |
| 14. | WTS Warszawa                 | 1     | –      | 1    | 2     |
| 15. | KS Kolejarz Opole            | 1     | –      | –    | 1     |
| 15. | TŻ Iskra Ostrów Wielkopolski | 1     | –      | –    | 1     |
| 17. | SKS Start Gniezno            | –     | 2      | 2    | 4     |
| 18. | ROW Rybnik SA                | –     | 2      | –    | 2     |
| 19. | WTS Wrocław                  | –     | 1      | 3    | 4     |
| 20. | KM Ostrów                    | –     | 1      | –    | 1     |
| 21. | TŻ Ostrovia                  | –     | –      | 3    | 3     |
| 22. | UKS Żaki Taczanów            | –     | –      | 1    | 1     |
| 22. | GKS Wybrzeże Gdańsk SA       | –     | –      | 1    | 1     |
| 22. | GKM Grudziądz SA             | –     | –      | 1    | 1     |

### Według zawodników
Stan po sezonie 2025
Tabela obejmuje pierwszą 10. najbardziej utytułowanych zawodników.
| Lp. | Zawodnik         | Lata      | Złoto | Srebro | Brąz | Razem |
| --- | ---------------- | --------- | ----- | ------ | ---- | ----- |
| 1.  | Bartosz Smektała | 2014–2018 | 4     | 1      | –    | 5     |
| 2.  | Waldemar Walczak | 1991–1996 | 3     | 1      | 1    | 5     |
| 3.  | Dominik Kubera   | 2015–2018 | 3     | 1      | –    | 4     |
| 4.  | Cezary Owiżyc    | 1985–1987 | 3     | –      | –    | 3     |
| 4.  | Robert Sawina    | 1990–1992 | 3     | –      | –    | 3     |
| 4.  | Mateusz Cierniak | 2021–2023 | 3     | –      | –    | 3     |
| 7.  | Piotr Świst      | 1986–1989 | 2     | 2      | –    | 4     |
| 8.  | Wiktor Lampart   | 2019–2022 | 2     | 1      | –    | 3     |
| 8.  | Bartosz Bańbor   | 2023–2025 | 2     | 1      | –    | 3     |
| 8.  | Bartosz Jaworski | 2023–2025 | 2     | 1      | –    | 3     |

Pogrubioną czcionką – zostali zaznaczeni zawodnicy urodzeni w roku 2005 i później.